# Gullviks Fabriks AB
Gullviks Fabriks AB var ett kemiföretag från Malmö som grundades 1920. Företaget tillverkade färg, bekämpningsmedel för jord- och skogsbruk och tjärprodukter. Det hade verksamhet i Malmö, Karlstad, Lidköping och Stockholm.
Under 50-talet vad företaget ett av de som försåg skogsbruket med lövbekämpningsmedelet hormoslyr och bistod även med flygplan för besprutning från luften. De marknadsförde även över 30 andra produkter för bekämpning av annat än lövträd så som olika insekter, gnagare men också rådjur, tjäder och fisk.
Fabrikerna i Malmö låg dels i nuvarande stadsdelen Gullvik, men 1948 flyttades verksamheten delvis till en fabrik i Johanneslust där Mataki (som flyttade till ett nybygge vid Lodgatan i Industrihamnen) tidigare haft sin verksamhet, mellan Sallerupsvägen och Genarpsgatan.
1976 köptes kemidelen av företaget av den tyska kemijätten Bayer AB som drev vidare den kemiska verksamheten under namnet Gullviks AB. Själva flygverksamheten köptes av Laroy Månsson och drevs vidare som Laroys Flyg AB. Idag ägs Gullviks AB av Bröderna Berner AB, i sig ett dotterbolag till det finska bolaget Berner Oy. Gullviks AB säljer idag växtskydd, gödning och utsäde.

## Markföroreningar
Två år innan Bayer AB köpte Gullviks Fabriks hade marken för fabriken i Gullvik sålts till Percy Nilssons byggföretag PNB för att göras om fabriksfastigheten till ett bostadsområde. Bostäderna blev färdigställa 1980. Drygt 20 år senare började provtagningar av marken göras, då man befarade markföroredningar. Det skulle visa sig att marken höll höga halter av bland annat bly, kvicksilver, DDT, PAH och koppar. Efter ytterligare 20 års provtagning och utredning, för vilka Bayer AB stått för en viss del av kostnaden, fann man att ett knappt 5000 kvadratmeter stort område kring Silverviks-, Lillviks- och Lövviksgatan behövde saneras. 2023 beviljades Malmö stad bidrag från Naturvårdsverket att påbörja inledande arbeten med saneringen.
Lokalerna på Johanneslust övergavs på 1980-talet och revs sedan 2009-2010. Även denna tomt krävde sanering.